# Mühlbachsgraben (Main)
Der Mühlbachsgraben ist ein etwa fünfhundert Meter langer Bach in Unterfranken, der aus östlicher Richtung kommend von rechts in den Main mündet.

## Verlauf
Der Mühlbachsgraben entspringt im Naturraum 133.02 Maintal bei Veitshöchheim in Veitshöchheim  auf einer Höhe von etwa 172 m ü. NN dem Martinsbrunnen, auch Märtsbrunnen genannt, der westlich der Herrnstraße und unweit der Landesanstalt für Wein- und Gartenbau steht.
Er fließt zunächst in nordwestlicher Richtung und verschwindet dann in den Untergrund, taucht an der Ecke Eremitenmühlestraße/Mühlgartenweg wieder auf, fließt danach westwärts, unterquert noch die Mainlände  und mündet schließlich auf einer Höhe von 168,5 m ü. NN in Veitshöchheim knapp fünfzig Meter südlich der Einmündungsstelle des Sendelbaches und etwa siebzig Meter oberhalb des Ludwig-Volk-Steges von rechts in den aus dem Süden heranfließenden Main.